# Matteo Zhen Xuebin
Matteo Zhen Xuebin(ur. 10 maja 1970 w Changzhi) – chiński duchowny katolicki, arcybiskup koadiutor Pekinu od 2024.

## Życiorys
Święcenia kapłańskie otrzymał 25 czerwca 1998 i został inkardynowany do archidiecezji pekińskiej. Po święceniach został wicerektorem pekińskiego seminarium, a w 2007 objął funkcję kanclerza diecezjalnego.
28 sierpnia 2024 papież Franciszek mianował go arcybiskupem koadiutorem Pekinu. Sakrę biskupią przyjął 25 października 2024. Udzielił mu jej metropolita pekiński arcybiskup Joseph Li Shan.  